# Jakob Herz Sieskind
Jakob Herz Sieskind (geboren 1800 in Ballenstedt; gestorben 1861 ebenda) war ein Großkaufmann, Stadtrat und Hofagent im Fürstentum Anhalt-Bernburg.

## Leben

### Herkunft und Familie
Sieskind war Sohn des David Herz (1767–1814), welcher in Ballenstedt den Namen „Sieskind“ annahm und dessen Ehefrau Jeanette, geb. Eger (1770–1844). Sein Onkel war der Landesrabbiner des Herzogtums Braunschweig Samuel Levi Egers (1769–1842). Seine Schwippschwager waren der deutsche Rabbiner Salomon Herxheimer (1801–1884) und der Unternehmer und Politiker Armin Oppé (1811–1891), Sohn des kaiserlichen Hoflieferanten Samuel Abraham Oppenheim, später Oppé (1774–1857). Sein Bruder war David Herz Sieskind (1802–1872).
Sieskind heiratete Mathilde, geb. Oppenheim (1809–), Tochter des obengenannten Samuel Abraham Oppenheim, und bekam mit ihr fünf Kinder, nämlich Lina Meyer, spätere Ehefrau des deutschen Rabbiners Samuel Ephraim Meyer, den späteren Millionär und Philanthropen Sieskind Sieskind, Louis Sieskind, Theodor Sieskind und Armin Sieskind.

### Karriere
Sieskind wohnte in der Breiten Straße 11 und gehörte zur jüdischen Oberschicht der Stadt Ballenstedt. In Ballenstedt wirkte er viele Jahre als Stadtrat und betätigte sich wirtschaftlich im Wollhandel, wodurch er den Titel Hofagent erhielt. Während der Deutschen Revolution von 1848 erwarb sich Sieskind Verdienste im Kampf um Bürgerrechte und Parlamentarismus. Aus diesem Grund wurde die Sieskindstraße in Ballenstedt nach ihm benannt, welche – mit kurzer Unterbrechung von 1933 bis 1945 – bis heute diesen Namen trägt.
Am 15. März 1879 wurde eine Stiftung in seinem Andenken von seinen vier Söhnen eingerichtet.